# Revolución brasileña de 1930
La Revolución de 1930 fue el movimiento armado, liderado por los estados de Minas Gerais, Paraíba y Río Grande del Sur, que culminó en un golpe de Estado conocido como Golpe de 1930, que depuso al presidente de la República Washington Luís, impidió la toma de posesión del presidente electo Júlio Prestes y puso fin a la República Velha. 
Con la caída de la Bolsa de Nueva York en octubre de 1929, comenzó una crisis económica mundial que aplastó a todas las economías con alguna participación en los mercados internacionales incluyendo al Brasil y sus exportaciones de café. En 1929, los líderes de la oligarquía paulista rompieron la alianza con los mineiros, conocida como la política del café con leche, y nominaron a Júlio Prestes, de São Paulo, como su candidato a la presidencia de la República. En reacción, el presidente de Minas Gerais,  Antônio Carlos Ribeiro de Andrada, apoyó la candidatura opositora del gaúcho Getúlio Vargas.
El 1 de marzo de 1930 se celebraron las elecciones para presidente de la República, que dieron la victoria al candidato oficialista, quien era el presidente del estado de São Paulo, Júlio Prestes. Sin embargo, éste no llegó a asumir cargo debido al golpe de Estado del 3 de octubre de 1930, y fue exiliado. Júlio Prestes se convirtió en el único político elegido presidente de la República de Brasil por voto popular al que se le impidió asumir el cargo.
Getúlio Vargas se convirtió en jefe del "Gobierno Provisional" el 3 de noviembre de 1930, fecha que marcó el fin de la República Velha en Brasil.

## Antecedentes

### La sucesión del presidente Washington Luís

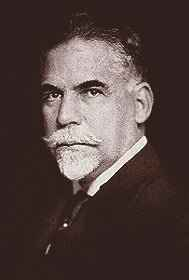
La agitada sucesión de Washington Luís llevó a la Revolución de 1930

En la República Velha (1889 - 1930), las elecciones presidenciales tenían lugar el 1 de marzo y el presidente elegido tomaba posesión de su cargo cada cuatro años, el 15 de noviembre. Como no existían partidos políticos organizados a nivel nacional, correspondía al presidente de la República dirigir su sucesión conciliando los intereses de los partidos políticos de cada estado. Las elecciones para elegir al sucesor del presidente Washington Luís, en el poder desde 1926, estaban previstas para el 1 de marzo de 1930 y su sucesor debía tomar posesión el 15 de noviembre de ese mismo año.
En la República Velha prevalecía la llamada política del café con leche, en la que el Partido Republicano Paulista se alternaba en la presidencia con el Partido Republicano Mineiro. Así, según esta política, Washington Luís tenía que nombrar como sucesor a un político mineiro, muy posiblemente al mismo presidente de Minas Gerais Antônio Carlos, o al vicepresidente de la República, el mineiro Fernando de Melo Viana quien ya había sido presidente de Minas Gerais. Se mencionó incluso el nombre del expresidente Artur Bernardes pero no fue aceptado por muchos, especialmente por Antônio Carlos. El nombre de Melo Viana fue vetado por Artur Bernardes y Antônio Carlos.
Sin embargo, a principios de 1929, el presidente Washington Luís, fluminense nacido en la ciudad de Macaé pero afincado en São Paulo desde su juventud habiendo sido alcalde de la capital paulista y también presidente de ese estado, tendía a apoyar al actual presidente de São Paulo, Júlio Prestes, quien pertenecía al Partido Republicano Paulista al que también pertenecía Washington Luís. 
El 29 de marzo de 1929, el periódico estadounidense The New York Times informó que los cafetaleros paulistas darían a Júlio Prestes un banquete en Ribeirão Preto y lo apoyarían para la presidencia y esperaban el apoyo de los demás estados productores de café. El periódico también informó que Minas Gerais estaba dividida políticamente.
Antônio Carlos, rompiendo el compromiso que había asumido con Washington Luís de sólo tratar la cuestión sucesoria a partir de septiembre de 1929, le envió una carta, fechada el 20 de julio de 1929, en la que nombraba a Getúlio Vargas como su candidato preferido para la presidencia de la República para el período de 1930 a 1934. En la carta, Antônio Carlos decía: "Con el sincero propósito de colaborar para una solución conciliadora y justa, he creído justo orientarme hacia el nombre del Dr. Getúlio Vargas, por tratarse de un político que se ha destacado en su firme apoyo y total solidaridad con la política y la administración de Vuestra Excelencia."
Por "solución conciliadora" se entiende un candidato ni paulista ni mineiro, como ya había ocurrido en 1918 con la elección del paraibano Epitácio Pessoa. Washington Luís, entonces, debido al lanzamiento de la candidatura de Getúlio por Antônio Carlos, inició el proceso de sucesión consultando a los presidentes de los estados (en aquella época había 20 estados en Brasil), e indicó el nombre de Júlio Prestes como su sucesor, que fue apoyado por los presidentes de diecisiete estados. Los tres estados que se negaron a apoyar a Júlio Prestes fueron Minas Gerais, Río Grande del Sur y Paraíba. Hasta hoy, la palabra NEGO (del verbo negar) puede verse en la bandera de Paraíba. 
El telegrama del presidente de Paraíba João Pessoa, conocido como el "Telegrama do Nego", está fechado el 29 de julio de 1929, nueve días después de que Antônio Carlos lanzara a Getúlio Vargas como candidato a la presidencia de la República. En el telegrama, João Pessoa, informando sobre la decisión tomada por el Partido Republicano Paraibano, decía: "El directorio del partido, bajo mi presidencia política, decidió por unanimidad no apoyar la candidatura del eminente Dr. Júlio Prestes para la sucesión presidencial de la República"
En aquella época era común que las negociaciones políticas, conocidas como "gestiones", tuvieran lugar a través de largas cartas. Washington Luís divulgó en la prensa varias cartas que había recibido tanto de Getúlio Vargas como de Antônio Carlos para probar que no había impuesto el nombre de Júlio Prestes como candidato a su sucesión. Antônio Carlos llegó a ser considerado precandidato a la presidencia de la República, como demuestra una marchinha de la época, escrita por Freire Júnior, cantada por Francisco de Morais Alves y que se convirtió en una profecía:

Si el minero allá arriba se descuida,
Su Julinho viene, viene mas cuesta,
¡Mucha gente va a llorar!'
Freire Júnior

Los políticos mineiros que apoyaban la política "carlista" estaban descontentos con el nombramiento de Júlio Prestes pues esperaban que Antônio Carlos fuese nombrado por Washington Luís siguiendo la tradición, o al menos que el presidente nombrase a un tercero, en este caso Getúlio Vargas. Los "carlistas" lanzaron entonces a Getúlio como candidato de oposición a la candidatura de Júlio Prestes. Antônio Carlos pasaría a ser conocido como el "Arquitecto de la Revolución de 1930".
Minas Gerais se dividió entonces: Los políticos vinculados al vicepresidente de la República Melo Viana y al ministro de Justicia Augusto Viana do Castelo, pertenecientes a la Concentración Conservadora, mantuvieron su apoyo a Júlio Prestes y se opusieron a la política "carlista" y al Partido Republicano Mineiro (PRM).
Con la nominación de Júlio Prestes como candidato oficial a la presidencia de la República y el consecuente apoyo del PRM a la candidatura de Getúlio Vargas, la política del café con leche que había estado vigente en la República Velha llegó a su fin, rompiendo el equilibrio político nacional creado por Campos Sales en su llamada Política de los Estados que pasaría a ser popularmente conocida como la política de los gobernadores y sumiendo a Brasil en la inestabilidad política.
En 1929, el peligro de inestabilidad política ya había llamado la atención de Monteiro Lobato, a la sazón representante comercial de Brasil en Estados Unidos. El 28 de agosto de 1929, en carta a Júlio Prestes, Monteiro Lobato le envió sus mejores deseos de "victoria en la campaña prospectiva", afirmando que "su política como presidente significará lo que Brasil más necesita: ¡continuidad administrativa!".
Los tres estados disidentes empezaron a organizar un amplio frente de oposición, llamado Aliança Liberal, que pretendía oponerse a la intención del presidente de la República y de los diecisiete estados de elegir a Júlio Prestes. Washington Luís era por naturaleza conciliador (por ejemplo, nada más asumir el cargo liberó a todos los presos políticos, tanto civiles como militares), pero en octubre de 1929, tres meses después del nombramiento de Júlio Prestes, los precios del café cayeron como consecuencia de la crisis de 1929. Esto llevó a Washington Luís a mantener la candidatura de un paulista, Júlio Prestes, que se oficializó el 12 de octubre, como querían los cafeteros paulistas, a pesar de las presiones de Minas Gerais, Paraíba y Río Grande del Sur. Por su parte, Antônio Carlos no aceptó retirar la candidatura de Getúlio.
Júlio Prestes se había destacado en el gobierno paulista por su defensa del café. Entre otras medidas, reformó el Banespa para convertirlo en un banco para hipotecar las existencias de café, armonizando los intereses de los caficultores con los de los exportadores de Santos. El café representaba el 70% de las exportaciones brasileñas. Además, había una sobreproducción de café en las haciendas y un gran inventario en manos del gobierno paulista. Por lógica, Minas Gerais, como segundo mayor productor de café de Brasil, debería haber apoyado a São Paulo, pero acabó apoyando a Río Grande del Sur.

### La Aliança Liberal y el Tenentismo

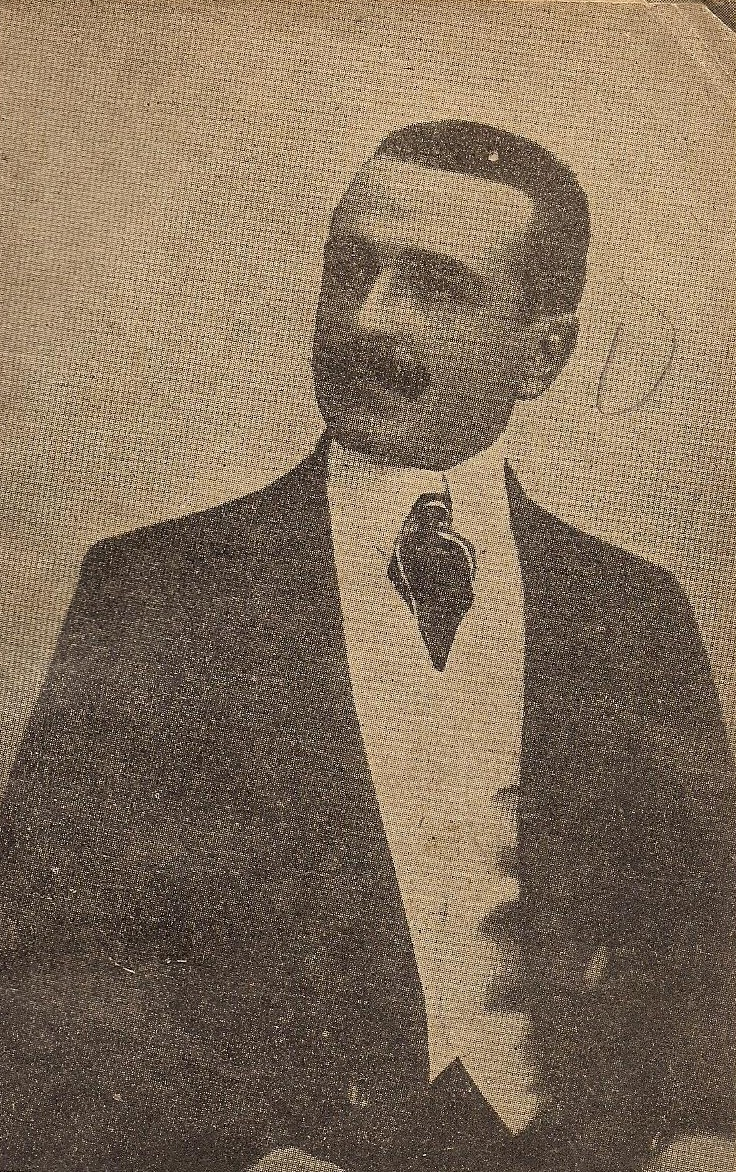
Getúlio a los 27 años, primer año como diputado estatal en Río Grande del Sur

La Aliança Liberal fue creada en agosto de 1929 para oponerse a la candidatura de Júlio Prestes a la presidencia de la República, estaba formada por Minas Gerais, Río Grande del Sur y Paraíba y partidos políticos de oposición de varios estados, entre ellos el Partido Democrático de São Paulo.
El Partido Democrático surgió en 1926 de una disidencia del PRP, el partido de Júlio Prestes y Washington Luís. Uno de los líderes del Partido Democrático (Paulo Nogueira Filho) participó en el "Congreso de Liberación" celebrado en Bagé en 1928. Por otro lado, en Minas Gerais, la alianza política llamada "Concentración Conservadora" apoyó a Júlio Prestes.
El 5 de agosto, los líderes de las bancadas de Minas Gerais y Río Grande del Sur en la Cámara de Diputados declararon que ya no formaban parte de la mayoría parlamentaria gobernante.
La Aliança Liberal se formalizó el 20 de septiembre de 1929 en una convención de estados y partidos de la oposición, en Río de Janeiro, presidida por Antônio Carlos, lanzando a los candidatos de la Aliança Liberal para las elecciones presidenciales: Getúlio Vargas para presidente de la República y João Pessoa, presidente de Paraíba, para vicepresidente de la República. Washington Luís intentó convencer a los presidentes de Río Grande del Sur y Minas Gerais de que desistieran de esta iniciativa. En una carta a Andrada, argumentó que diecisiete estados apoyaban la candidatura oficial. No tuvo éxito.
El 12 de octubre de 1929, se celebró en Río de Janeiro una convención de los 17 estados oficialistas, que designó a Júlio Prestes como candidato a la presidencia de la República y al presidente de Bahía, Vital Soares, perteneciente al Partido Republicano Bahiano, como vicepresidente.
Getúlio Vargas envió al Senador Firmino Paim Filho a dialogar con Washington Luís y Júlio Prestes en su nombre. En diciembre de 1929, se formalizó un acuerdo en el que Getúlio Vargas se comprometía a aceptar los resultados de las elecciones y, en caso de derrota de la Aliança Liberal, se comprometía a apoyar a Júlio Prestes. A cambio, Washington Luís se comprometió a no ayudar a la oposición a Getúlio en Río Grande del Sur, que prácticamente no existía porque Getúlio había unido Río Grande del Sur.
En diciembre de 1929, el expresidente Epitácio Pessoa expresó públicamente su apoyo a la Aliança Liberal: "La Aliança Liberal debe vencer, cueste lo que cueste, porque el pueblo brasileño no quiere ser esclavo y reivindica sus liberalidades.".
El 2 de enero de 1930, en la Explanada del Castillo de Río de Janeiro, Getúlio Vargas dio lectura a la Plataforma de la Aliança Liberal, que trataba de los principales problemas brasileños en la que destacaba las cuestiones sociales: "No se puede negar la existencia de la Cuestión Social en Brasil como uno de los problemas que tendrán que ser enfrentados seriamente por los poderes públicos. Lo poco que tenemos de legislación social no se aplica o se aplica de forma mínima, esporádica, a pesar de los compromisos que asumimos en este sentido como signatarios del Tratado de Versalles". Y criticó la política de valorización del café que se había seguido hasta entonces: La valorización del café, tal como se hizo, tuvo un triple efecto negativo: redujo el consumo, propició la aparición de sustitutos e intensificó la competencia, que si era precaria antes del plan brasileño, éste la convirtió en una opulenta fuente de beneficios. Paradójicamente, fueron los productores extranjeros, y no los nuestros, los que se beneficiaron de la valorización que aquí se puso en práctica."
La Aliança Liberal contaba con el apoyo de intelectuales como José Américo de Almeida, João Neves da Fontoura, Lindolfo Collor, Virgílio Alvim de Melo Franco, Afrânio de Melo Franco, Júlio de Mesquita Filho, Plínio Barreto y Pedro Ernesto, miembros de las clases medias urbanas llamadas en esa época como "clases liberales", que se oponían a las "clases conservadoras" formada por asociaciones de comerciantes y agricultores. En Río Grande del Sur, el principal organizador de la Aliança Liberal fue Osvaldo Aranha.
La Aliança Liberal contó también con el apoyo de la corriente político-militar denominada "Tenentismo". Entre los "tenientes" destacados se encontraban: Cordeiro de Farias, Newton de Andrade Cavalcanti, Eduardo Gomes, Antônio de Siqueira Campos, João Alberto Lins de Barros, Juarez Távora, Luís Carlos Prestes, Bertoldo Klinger, João Cabanas, Newton Estillac Leal, Filinto Müller y los tres tenientes conocidos como los "tenientes de Juarez": Juracy Magalhães, Agildo Barata y Jurandir Bizarria Mamede. Y en la Marina de Brasil: Ernâni do Amaral Peixoto, Ari Parreiras, Augusto do Amaral Peixoto, Protógenes Pereira Guimarães. Y el general retirado Isidoro Dias Lopes, el general honorario del ejército brasileño José Antônio Flores da Cunha y el mayor de la Fuerza Pública de São Paulo Miguel Costa. El teniente Cordeiro de Farias, que llegó a ser mariscal, afirmó en sus memorias que los tenientes eran minoría en el ejército brasileño en 1930, pero que, sin embargo, lideraron la revolución de ese año.
Los objetivos e ideales de la Aliança Liberal pueden resumirse en las palabras del presidente de Minas Gerais, Antônio Carlos, que dijo, ya en 1929, en un discurso interpretado como un presagio y una demostración del instinto de supervivencia de un político experimentado, cuando implantó el voto secreto en Belo Horizonte por primera vez en Brasil: "Hagamos la revolución serenamente, antes de que el pueblo la haga por la violencia". 

### Las elecciones del 1 de marzo de 1930

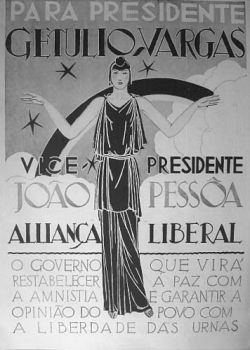
Cartel de la campaña de Getúlio Vargas para Presidente de la República en las elecciones de 1930

La Aliança Liberal entró en la contienda electoral sabiendo de antemano que la victoria sería extremadamente difícil teniendo el apoyo de sólo 3 estados. La campaña electoral, sin embargo, fue relativamente tranquila, dentro de los estándares violentos de la República Velha. El episodio más grave de la campaña electoral fue el Atentado de Montes Claros', cuando, pocos días antes de las elecciones, el 6 de febrero, una marcha de partidarios de Júlio Prestes (llamados prestistas) fue disuelta a tiros de revólver y fusil por elementos aliancistas de aquella ciudad. Los disparos procedían de la casa del dirigente aliancista João Alves cuando la caravana prestista pasaba por delante de su residencia. El ministro de Justicia de Viana do Castelo informó de 5 muertos y 14 heridos. Algunos de los heridos murieron pocos días después. Entre los heridos se encontraba el vicepresidente de la República Fernando de Melo Viana, que recibió tres disparos en el cuello. Su secretario privado, el Dr. Rafael Fleury da Rocha, murió en el lugar de los hechos.
Sin embargo, Antônio Carlos, en su mensaje de gobierno de 1930 al Congreso del Estado de Minas Gerais dio otra versión de lo ocurrido afirmando que "prestistas" y "carlistas" se enfrentaron en una calle de la ciudad de Montes Claros y se desató un tiroteo. Hubo otros tres casos, también graves, de ataques entre "aliancistas" y partidarios de Júlio Prestes. El primero ocurrió el 26 de diciembre de 1929, en la Cámara de Diputados cuando, después de un mitin en las escalinatas del Palacio Tiradentes, el diputado federal prestista Manuel Francisco de Sousa Filho, de Pernambuco, fue asesinado a tiros dentro de la Cámara por el diputado aliancista Ildefonso Simões Lopes, de Río Grande del Sur. Según los "aliancistas", Idelfonso había actuado en legítima defensa. El segundo caso ocurrió el 20 de febrero de 1930, en Chapecó, en la frontera entre Santa Catarina, estado "prestista", y Río Grande del Sur, con un intercambio de disparos entre las policías de los dos estados. Al día siguiente, casas de "prestistas" fueron tiroteadas en Riacho dos Machados.  Dos días después, el 23 de febrero, en un mitin del Partido Democrático en Vila Guilherme, en São Paulo, un jefe de policía fue asesinado con un revólver.
Las elecciones para la presidencia de la República se celebraron el 1 de marzo de 1930, un sábado de carnaval, y fueron ganadas por Júlio Prestes, (llamado el "Candidato Nacional" por la prensa) con 1 091 709 votos frente a 742 797 dados a Getúlio (el Candidato Liberal). Vargas, sin embargo, obtuvo el 100% de los votos en Río Grande del Sur y un total de 610 000 votos en los tres estados "aliancistas". El voto de Getúlio en los 17 estados "prestistas" fue insignificante. En el antiguo Distrito Federal, la ciudad de Río de Janeiro, hubo un empate. Río Grande del Sur resultó ser el único estado "aliancista" que se mantuvo unido en las elecciones del 1 de marzo. Júlio Prestes fue elegido para gobernar de 1930 a 1934 y debía asumir el cargo el 15 de noviembre de 1930. El recuento de los resultados electorales fue largo y tenso, durando hasta mayo de 1930.
El 19 de marzo, la unidad de la Aliança Liberal se rompió cuando, en una sorprendente declaración a los periódicos, el líder de Río Grande del Sur, Borges de Medeiros, reconoció la victoria de Júlio Prestes afirmando que había habido fraude en ambos bandos: El fraude ocurrió de norte a sur, incluso aquí mismo. El término aquí mismo hacía referencia a Río Grande del Sur. Los líderes liberales se apresuraron a desautorizar a Borges de Medeiros. El caso más grave, durante el recuento de los votos, ocurrió en Belo Horizonte.
El 3 de abril, en el centro de esa ciudad, partidarios de Antônio Carlos fueron dispersados a punta de pistola por "prestistas", con varios heridos. El episodio se conoció como el "Atentado da Rua Espírito Santo". Los disparos procedían del domicilio del líder prestista Manuel Tomás de Carvalho Brito, que había sido una de las víctimas del "Atentado de Montes Claros". Sin embargo, en la versión presentada al gobierno federal, Carvalho de Brito afirmó que su casa había sido tiroteada por "carlistas", lo que fue desmentido por Antônio Carlos en su mensaje gubernamental de 1930. Durante semanas, el ambiente en Belo Horizonte permaneció tenso con los "carlistas" esperando un contraataque. Las tropas federales estacionadas en Ouro Preto se dirigieron a Belo Horizonte para garantizar la seguridad pública.
El 22 de mayo de 1930, el Congreso Nacional proclamó a Júlio Prestes y Vital Soares electos para la presidencia y vicepresidencia de la República. Tras la proclamación final de los resultados, el presidente electo Júlio Prestes viajó a Estados Unidos y fue recibido como tal por el presidente estadounidense Herbert Hoover. En Washington declaró que Brasil nunca sería una dictadura y se convirtió en el primer brasileño en aparecer en la portada de la revista Time. Júlio Prestes no regresó a São Paulo hasta el 6 de agosto y fue recibido por una multitud de partidarios en la actual Estação da Luz.
Hubo acusaciones de fraude electoral por ambas partes como siempre había ocurrido en todas las elecciones brasileñas desde el Imperio de Brasil. La Aliança Liberal se negó a aceptar los resultados de los comicios y denunció que la Comisión de Verificación de Poderes del Congreso Nacional Brasileño no había reconocido el mandato de los diputados y senadores elegidos el 1 de marzo de 1930.
Los partidarios de Washington Luís y Júlio Prestes se defendieron diciendo que sólo había habido un caso: Paraíba, donde se había producido una duplicación de actas electorales, lo que siempre había ocurrido en la República Velha. En Minas Gerais, los electos no fueron reconocidos. Los prestistas también sospechaban del gran número de electores registrados en Río Grande del Sur. Se sospechaba que ciudadanos uruguayos habían sido alistados para votar en Río Grande del Sur.

### Paraíba en conflicto - La República de Princesa
La Aliança Liberal también acusó a Washington Luís de estar detrás de una revolución liderada por un coronel del interior, José Pereira Lima, opositor a João Pessoa. Se trataba de una revolución de carácter estadual en la ciudad de Princesa Isabel, en Paraíba, que comenzó el 15 de marzo y tenía como objetivo derrocar al presidente de Paraíba, João Pessoa.
El gobierno federal se negó a decretar la intervención federal en Paraíba. El episodio pasó a ser conocido como la "República de Princesa", que sólo fue dominada por el gobierno de Paraíba en agosto de 1930. La lucha contra la "República de Princesa" fue liderada por José Américo de Almeida y terminó cuando las tropas de José Pereira entregaron las armas al Ejército Brasileño el 19 de agosto de 1930.  La "República de Princesa" fue la última revolución a nivel estadual de la República Velha.

### La conspiración
Tras la negativa de la mayoría de los políticos y lugartenientes de la Aliança Liberal a aceptar el resultado de las urnas, se inició una conspiración, con base en Río Grande del Sur y Minas Gerais, con la intención de no permitir que Júlio Prestes asumiera la presidencia, lo que debía suceder el 15 de noviembre. En el nordeste de Brasil, el teniente Juarez Távora, que había escapado de prisión en enero de 1930, organizaba la revolución en la clandestinidad.
Osvaldo Aranha compró decenas de miles de armas en Checoslovaquia para equipar a los partidarios civiles de la revolución. La compra se financió en un 50% con dinero de Río Grande del Sur, en un 37,5% con dinero de Minas Gerais y en un 12,5% con dinero de Paraíba. Esta conspiración sufrió un revés el 10 de mayo, cuando el teniente Antônio Siqueira Campos murió en un accidente aéreo. Siqueira Campos era un buen organizador político y estaba en contacto con los militares estacionados en São Paulo. Con su muerte, el ímpetu revolucionario entre los militares estacionados en São Paulo prácticamente terminó. El 29 de mayo de 1930, la conspiración sufrió otro revés, con el grito comunista de Luís Carlos Prestes, que debería haber sido el comandante militar de la revolución de 1930, pero vaciló del comando de apoyo al comunismo. El comandante militar secreto de la revolución era entonces el teniente coronel Pedro Aurélio de Góis Monteiro. El 1 de junio, Getúlio emitió un manifiesto acusando de irregularidades las elecciones del 1 de marzo pero no llamó a la revolución como hizo en su último mensaje anual a la legislatura de Río Grande del Sur como presidente. 
El 18 de julio, el periódico "prestista" y de concentración conservadora "Folha da Noite" fue destruido en Belo Horizonte por un grupo de "aliancistas" que llamaron cobarde a Antônio Carlos y llamaron abiertamente a la revolución. El temor de Antônio Carlos de que se produjera una revolución violenta fuera del control de los políticos de la Aliança Liberal comenzó a materializarse.

### El asesinato de João Pessoa

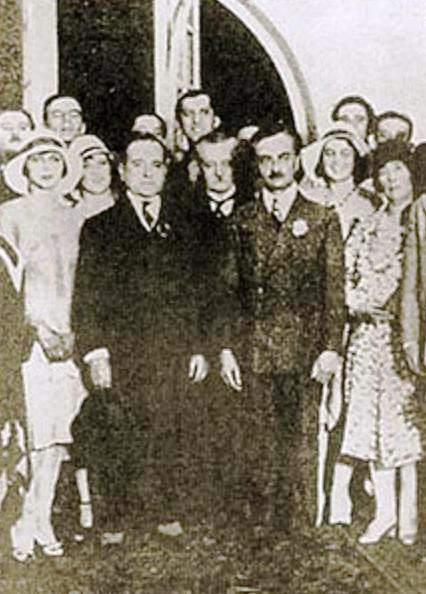
Getúlio Vargas y João Pessoa, candidatos a presidente y vicepresidente respectivamente en las elecciones de 1930. João Pessoa fue asesinado en Recife en julio de ese año.

El 26 de julio de 1930, João Pessoa, entonces presidente de Paraíba, fue asesinado por João Duarte Dantas, en Recife, por motivos personales. João Duarte Dantas, cuya familia era enemiga política de João Pessoa, sufrió el saqueo de su despacho de abogado.  En el despacho de João Dantas había sido forzada la caja fuerte que contenía cartas de amor y poemas de la escritora Anayde Beiriz, divulgados y considerados chuscos. Algunos libros de historia afirman que la correspondencia fue publicada en el periódico oficial del gobierno del estado, A União. Otros dicen que las cartas circularon de mano en mano. En cualquier caso, se hicieron públicas. Fue un escándalo.
El 26 de julio, cuando João Pessoa se encontraba con unos amigos en la Confeitaria Glória, en Recife, João Dantas se vengó: acompañado de un cuñado, disparó dos tiros en el pecho del presidente de Paraíba, diciendo: "Soy João Dantas, a quien tanto has humillado y maltratado". João Duarte Dantas fue detenido y conducido a la Casa de Detención de Recife donde fue golpeado y asesinado. João Dantas había dicho que había matado a João Pessoa para defender su honor. La versión oficial es que se suicidó. Anayde fue encontrada muerto por envenenamiento en la capital de Pernambuco el 22 de octubre. Otro supuesto suicidio.
Aunque totalmente desvinculado de la elección de Júlio Prestes, el episodio del asesinato de João Pessoa fue el detonante de la movilización armada de los partidarios de Getúlio y de la Aliança Liberal. El cuerpo de João Pessoa fue embarcado en Recife el 31 de julio de 1930 para ser enterrado en Río de Janeiro el 18 de agosto. Tanto en Recife como en Río de Janeiro hubo misas solemnes y encendidos discursos culpando al gobierno de Washington Luís de la muerte de João Pessoa. En Recife hubo un gran tiroteo. El Largo de São Francisco, en São Paulo, fue escenario de un conflicto estudiantil el 17 de agosto mientras rendían homenaje a João Pessoa. Hubo disparos, un muerto y veinte heridos, con intervención de la policía y el ejército.
El Presidente de la República no se defendió de las acusaciones. Washington Luís había sido advertido repetidamente por sus asesores de que existía un movimiento subversivo para derrocarlo del poder. Sin embargo, no tomó ninguna medida preventiva para detener la revolución.

## Revolución

### El problema de la sucesión presidencial
En la República Velha (1889-1930), Brasil tenía la llamada política del café con leche, en la que políticos apoyados por São Paulo y Minas Gerais se alternaban en la presidencia de la República (pero sus candidatos no eran necesariamente de São Paulo o Minas Gerais). Sin embargo, a principios de 1929, el entonces presidente de la República Washington Luís propuso el nombre del presidente de São Paulo, Júlio Prestes, como su sucesor, lo que fue apoyado por los presidentes de diecisiete estados. Sólo tres estados se negaron a apoyar a Prestes: Minas Gerais, Río Grande del Sur y Paraíba. Los políticos de Minas Gerais esperaban que Antônio Carlos, el entonces presidente del estado, fuera nominado por Washington Luís para ser el candidato presidencial.
Así, la "política del café con leche" llegó a su fin y comenzó la articulación de un frente de oposición a la intención del presidente y de los diecisiete estados de elegir a Júlio Prestes. Minas Gerais, Río Grande del Sur y Paraíba se unieron a políticos de oposición de varios estados, incluyendo el Partido Democrático de São Paulo, para oponerse a la candidatura de Júlio Prestes, formando la Aliança Liberal en agosto de 1929.
El 20 de septiembre del mismo año, se presentaron los candidatos de la Aliança Liberal para las elecciones presidenciales: Getúlio Vargas como candidato presidencial y João Pessoa como candidato a la vicepresidencia. Apoyaban a la Aliança Liberal intelectuales como José Américo de Almeida y Lindolfo Collor, miembros de las clases medias urbanas y la corriente político-militar llamada Tenentismo (que organizó, entre otras, la Revolta Paulista de 1924), en la que destacaban Cordeiro de Farias, Eduardo Gomes, Siqueira Campos, João Alberto Lins de Barros, Juarez Távora y Miguel Costa y Juracy Magalhães y tres futuros dictadores (Geisel, Médici y Castelo Branco).
En este momento, septiembre de 1929, ya estaba claro en São Paulo que la Aliança Liberal, y una posible revolución, estaba en contra del estado de São Paulo. El 24 de septiembre de 1929, el senador paulista Cândido Nanzianzeno Nogueira da Motta denunció la inminencia de la revolución desde la tribuna del Senado del Congreso Legislativo del Estado de São Paulo:

La guerra anunciada por la llamada Aliança Liberal no es contra el Sr. Júlio Prestes, es contra nuestro estado de São Paulo, y esto no es nuevo. La envidia imperecedera contra nuestro progreso deslumbrante, que debería ser motivo de orgullo para todo Brasil. En vez de darnos las gracias y estrecharnos la mano en solidaridad fraterna, nos cubren de insultos y nos amenazan con lanzas y patas de caballo
Cândido Mota

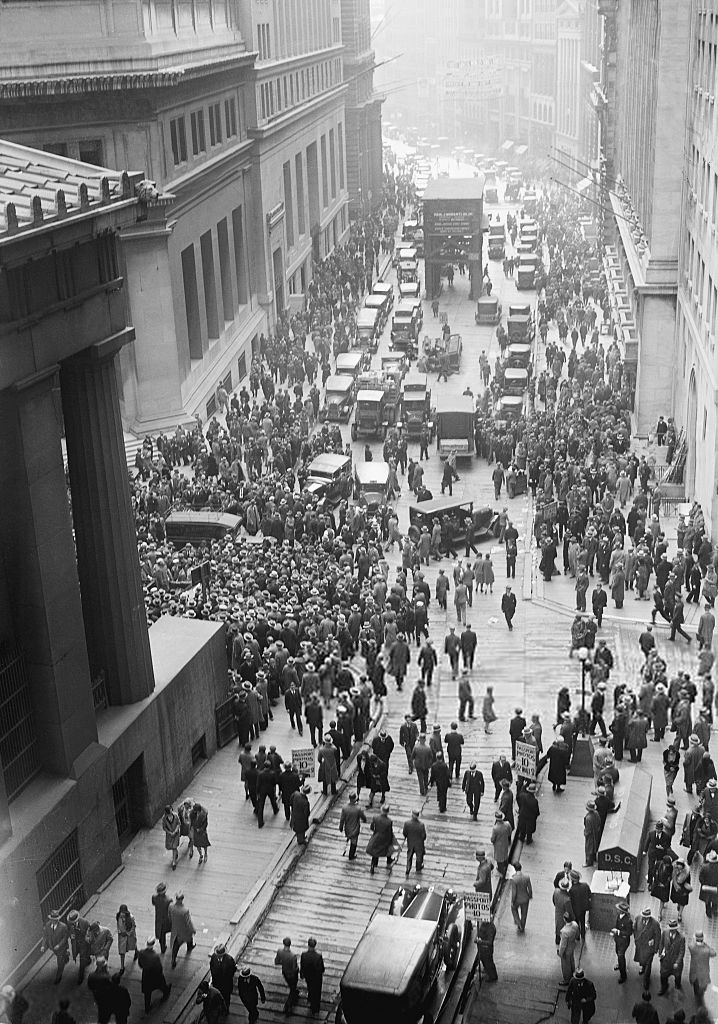
La Crisis de 1929 fue una de las causas de la Revolución de 1930

Cândido Mota también citó al senador de Río de Janeiro, Irineu Machado, que había predicho la reacción de São Paulo:

¡La reacción contra la candidatura del Dr. Júlio Prestes no representa un gesto contra el presidente del Estado, sino una reacción contra São Paulo, que se levantará porque esto significa un gesto de legítima defensa de sus propios intereses!
'Irineu Machado

La respuesta de São Paulo a la revolución de 1930 llegó un año y medio después, con la Revolución de 1932. Antônio Carlos dijo en un discurso en 1929:

Hagamos la revolución por el voto antes de que el pueblo la haga por la violencia
Antônio Carlos Ribeiro de Andrada

Esta frase fue vista como una expresión del instinto de supervivencia de un político experimentado y un presagio: Minas Gerais, al aliarse con Río Grande del Sur y los tenientes, pudo preservar su oligarquía. Una revolución llevada a cabo sólo por los tenientes también habría derrocado al PRM (Partido Republicano Mineiro) del poder en Minas Gerais y al PRR del poder en Río Grande del Sur.

### 3 de octubre de 1930
El 7 de septiembre de 1930, el movimiento revolucionario recibió un nuevo impulso. Ese día, Antônio Carlos entregó el gobierno de Minas Gerais a Olegário Maciel, mucho más decidido a hacer la revolución que Antônio Carlos. El presidente Olegário fue el único presidente de estado que permaneció en el cargo tras la revolución de 1930.

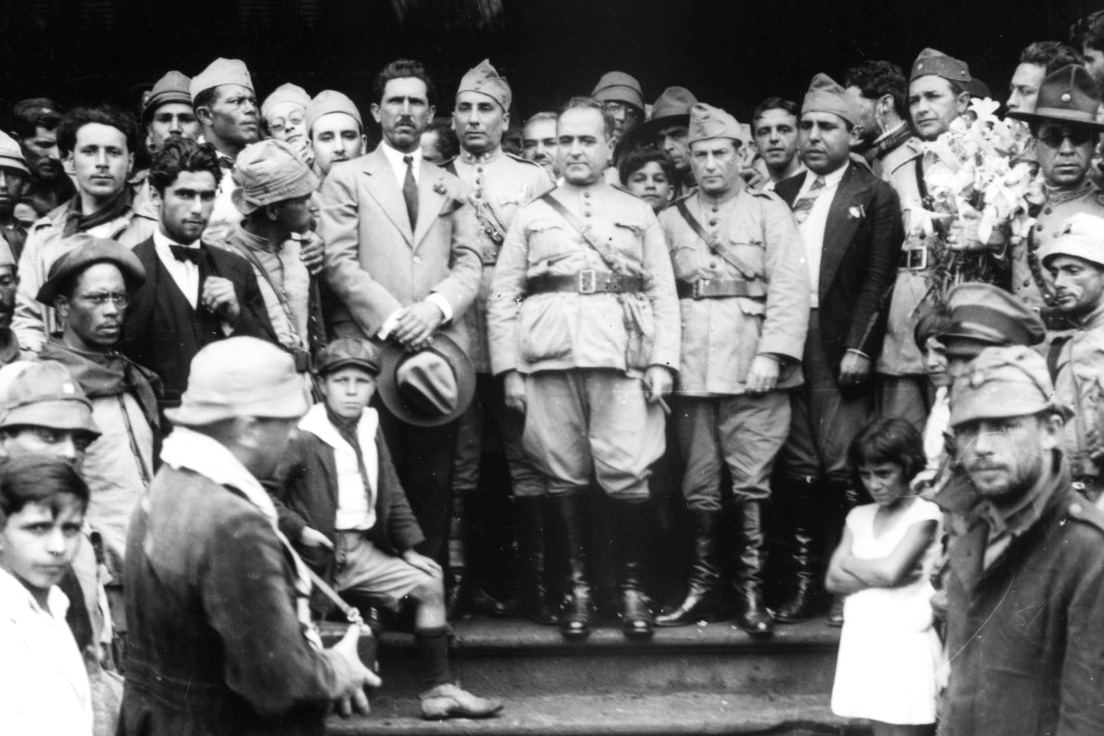
Getúlio Vargas, con otros líderes de la Revolución de 1930, en Itararé poco después del derrocamiento de Washington Luís

Sobre el sigilo de la conspiración, Getúlio declaró a la Revista do Globo, edición especial de agosto de 1950, que su hija Alzira sólo se enteró de la revolución dos días antes de su inicio y dijo: "En 1930, preparando la Revolución, me vi obligado a jugar un doble juego: durante el día mantenía el orden del gobierno federal y por la noche introducía a los conspiradores en el Palacio (Piratini)". El 25 de septiembre de 1930, el mando revolucionario determinó que la revolución comenzaría el 3 de octubre a las 17 horas. El inicio de la revolución ya había sido aplazado varias veces debido a las vacilaciones e indecisiones de los revolucionarios.
Esta vez no hubo aplazamientos. El 3 de octubre de 1930, por la tarde, en Porto Alegre, comenzó la Revolución de 1930 con la toma del cuartel general de la 3.ª Región Militar. Este ataque fue comandado por Osvaldo Aranha y Flores da Cunha y en él ocurrieron las primeras muertes de la revolución de 1930.
Un hecho demuestra la importancia que Getúlio Vargas concedía a la Revolución: el 3 de octubre, precisamente, comenzó a escribir su diario, que cerró en 1942. Al comienzo del diario, Getúlio registra que el comandante de la 3.ª Región Militar, general Gil Dias de Almeida, poco antes de ser atacado su cuartel general, le dijo a Getúlio que quemaría su biblioteca si Minas Gerais entraba en un proceso revolucionario. Washington Luís tampoco podía creer que Minas Gerais haría una revolución. En la apertura del Diario, media hora antes del inicio de la revolución, Getúlio reflexionó sobre su responsabilidad en la revolución y su posible fracaso:

Las cuatro y media. La hora se acerca. Me examino y me siento con el espíritu tranquilo de quien juega una partida decisiva porque no ha encontrado otra salida. No me interesa mi vida, sino la responsabilidad de un acto que decidirá el destino de la comunidad. Pero yo quería la lucha, al menos en sus elementos más sanos, vigorosos y orgullosos. ¿No me llevaré entonces una gran decepción? ¿Cómo se convierte en revolucionario un gobierno cuya misión es mantener la ley y el orden? ¿Y si perdemos? Entonces me culparán a mí, por despecho, por ambición, ¿quién sabe? Siento que sólo el sacrificio de la vida puede redimir el error de un fracaso.
Getúlio Vargas

Si la revolución fracasaba, Getúlio, como uno de los "jefes" de la revolución, según las leyes de la época, podía ser condenado a hasta 20 años de prisión y destierro. El antiguo código penal brasileño, emitido por el Decreto Nº 847, del 11 de octubre de 1890, preveía: "Artículo 107: Intentar directamente y por hechos, cambiar por medios violentos la Constitución política de la República o la forma de gobierno establecida. Pena: destierro para los "cabecillas"; y para los reos, prisión de 5 a 10 años". La Ley N.º 1.062 del 29 de septiembre de 1903 impuso a los "cabecillas" una pena de 10 a 20 años de prisión. El delito era excarcelable.

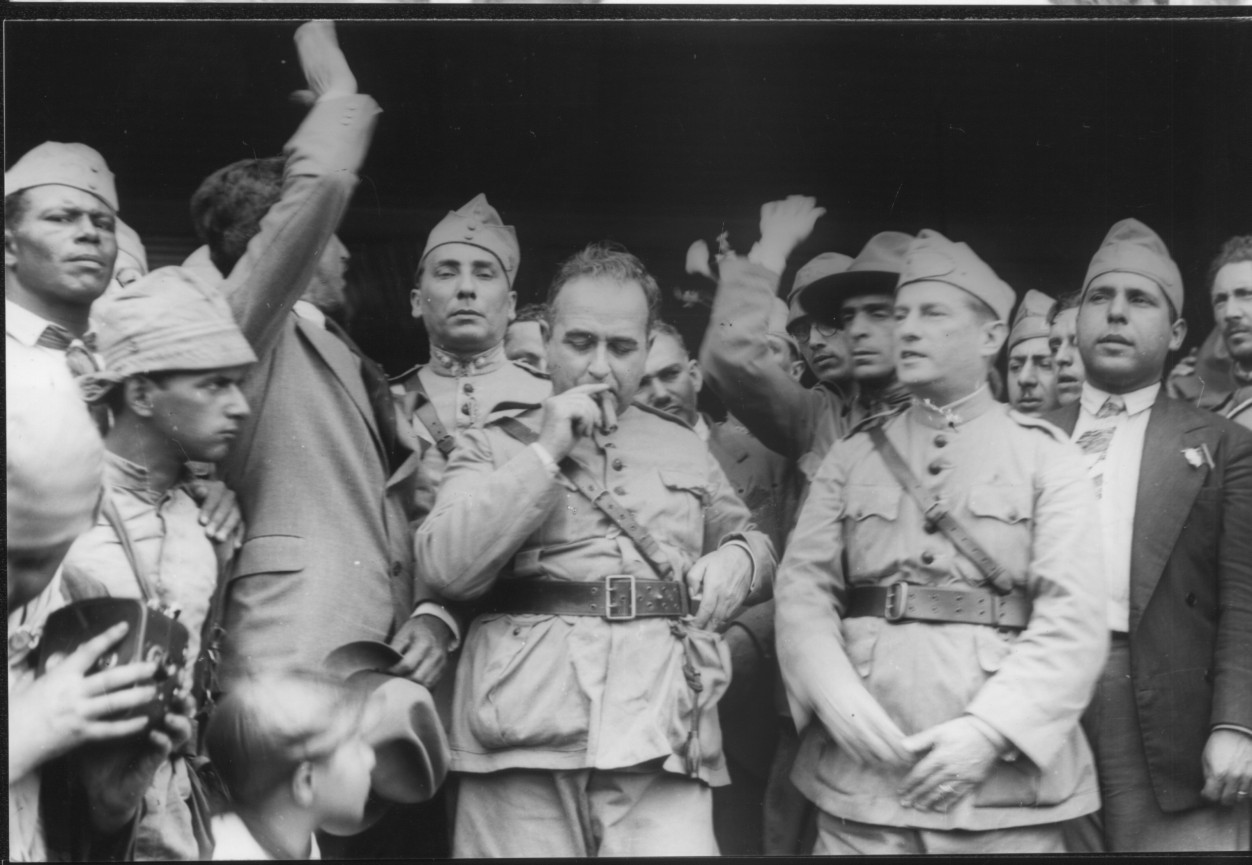
Getúlio Vargas en un momento de relajación

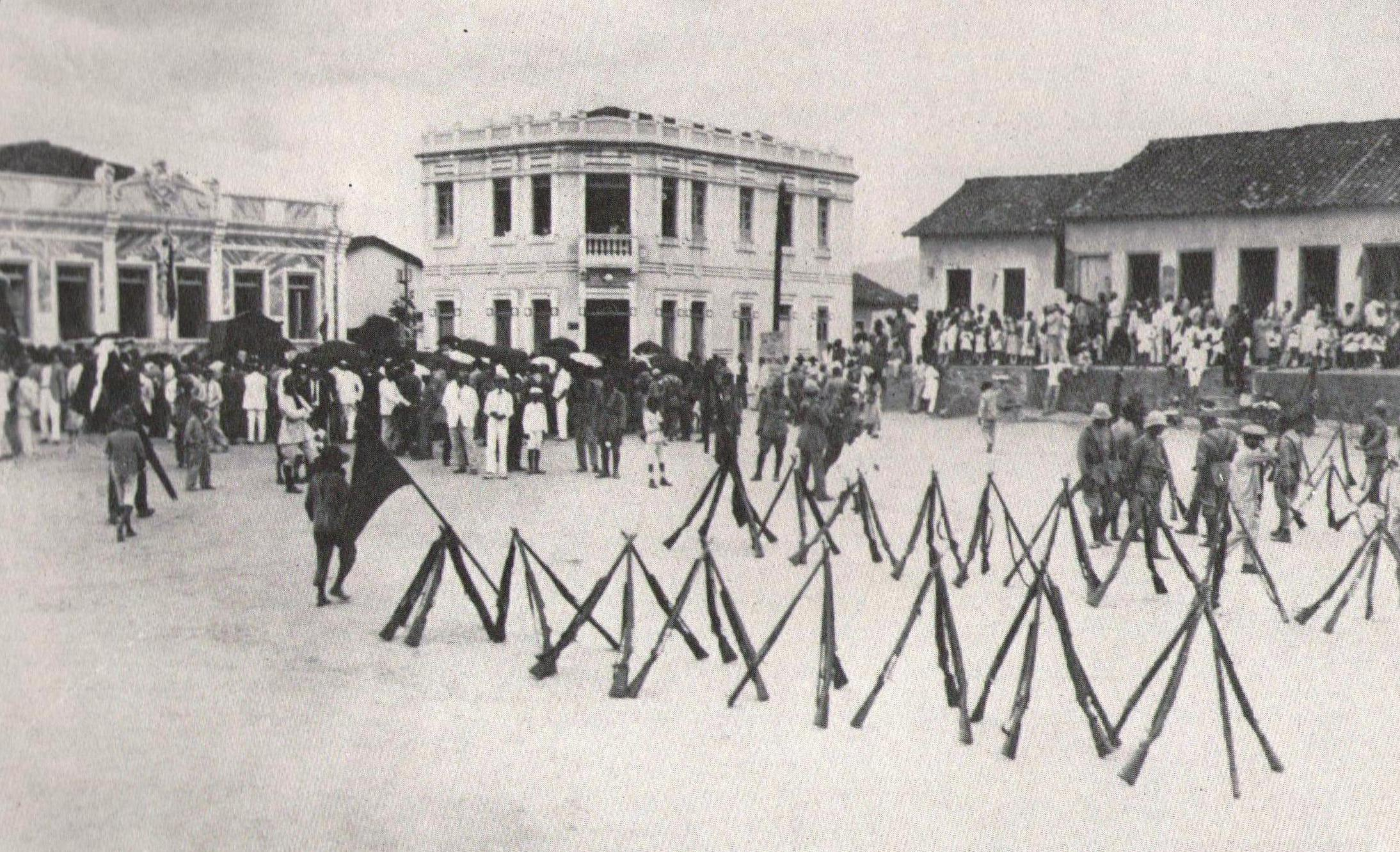
Misa celebrada en Jequié, Bahía, el 15 de noviembre de 1930, con motivo del triunfo de la Revolución

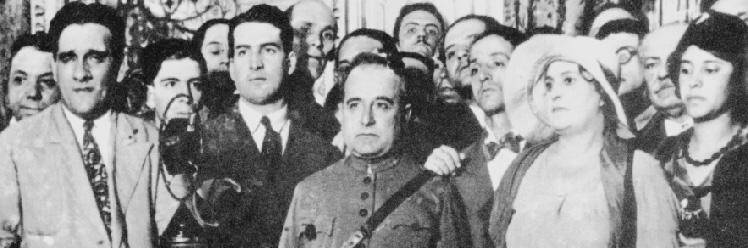
Getúlio Vargas en el Palácio do Catete el 31 de octubre de 1930, día de su llegada a Río de Janeiro tras la victoria de la Revolución de 1930

En el Nordeste de Brasil, debido a una mala interpretación de las órdenes dadas por el comando revolucionario, la revolución sólo comenzó en la madrugada del 4 de octubre. La revolución se extendió por todo el país. Las tropas de Río Grande del Sur marcharon hacia São Paulo, pero sin derrocar al gobierno de Santa Catarina, ya que sólo consiguieron tomar la isla de Santa Catarina el día 16. El 6 de octubre, The New York Times informó que 80.000 hombres estaban en la lucha. En Minas Gerais, inesperadamente, hubo resistencia, pues el 12.º Regimiento de Infantería de Belo Horizonte no aceptó el golpe.
Ocho gobiernos estaduales del nordeste de Brasil, en la época llamado Norte, fueron depuestos por los tenientes, que enfrentaron notable resistencia en Pernambuco y Bahía. Los revolucionarios derrocaron al gobierno de Pernambuco el 8 de octubre, tras una batalla que dejó 150 muertos.
El día 10, Getúlio Vargas partió en ferrocarril para Río de Janeiro, capital federal en la época, dejando el gobierno de Río Grande do Sul a Osvaldo Aranha y no a João Neves da Fontoura, vicepresidente del estado, hecho que llevó a João Neves a renunciar a la vicepresidencia.
A mediados de octubre, la revolución sólo se había apoderado de una parte del nordeste y del sur de Brasil. Los estados de Santa Catarina, Bahía, São Paulo, Río de Janeiro y el Distrito Federal, toda la región norte de Brasil: Amazonas, Pará y el Territorio de Acre, y toda la Centro Oeste: Goiás y Mato Grosso permanecieron leales al gobierno federal. El gobierno de Santa Catarina fue derrocado el 16 de octubre, y los demás sólo con el fin de la revolución. Barbosa Lima Sobrinho relata la ocupación del estado de Espírito Santo por tropas de Minas Gerais en su libro A Verdade sobre a Revolução de 1930. El gobierno de Espírito Santo fue depuesto el 16 de octubre de 1930.
En el nordeste de Brasil, los revolucionarios marcharon hacia Bahía. En el sur, los revolucionarios, procedentes de Río Grande del Sur, se apostaron en la región de Itararé, en la frontera entre Paraná y São Paulo, donde las fuerzas del gobierno federal y las tropas paulistas estaban acampadas para detener el avance de las tropas revolucionarias.
Se esperaba una gran batalla en Itararé. Getúlio aguardaba los acontecimientos, instalado en Curitiba. En el sur de Minas Gerais, las tropas federales aún resistían el avance de las tropas mineras hacia Río de Janeiro. La esperada "Batalla de Itararé" no tuvo lugar, pues el 24 de octubre, antes de que se produjera, los generales Tasso Fragoso y Mena Barreto y el almirante Isaías de Noronha depusieron a Washington Luís mediante un golpe militar, y formaron una Junta Militar Provisional. El mismo día, Osvaldo Aranha fue enviado a Río de Janeiro para negociar la entrega del poder a Getúlio Vargas. La Junta Militar gobernó Brasil hasta que entregó el gobierno a Getúlio, el 3 de noviembre de 1930. Washington Luís fue depuesto sólo 22 días antes del final de su mandato presidencial, que terminó el 15 de noviembre de 1930.
Los periódicos que apoyaban al gobierno depuesto fueron destruidos incluyendo periódicos influyentes como O Paiz, A Noite, el Correio Paulistano, órgano oficial del Partido Republicano Paulista, A Plateia, Gazeta de Notícias, A Crítica y la Folha da Manhã, hoy Folha de S. Paulo'. La sede de O Paiz fue completamente incendiada. La policía de Río de Janeiro, entonces capital federal, y la de São Paulo guardaron silencio y no hicieron nada para detener los actos vandálicos. En la ciudad de São Paulo, los puestos de jogo do bicho fueron atacados porque se sospechaba que financiaban al PRP y al depuesto gobierno paulista.
Washington Luís, Júlio Prestes y varios otros líderes políticos de la República Velha, como Manuel Tomás Carvalho de Brito, José Maria Belo, Átila Neves, Irineu Machado, Otávio Mangabeira, Melo Viana, Antônio Prado Júnior, entre otros, fueron arrestados y exiliados. Washington Luís sólo regresó a Brasil en 1947, después de que Getúlio Vargas fuera depuesto en 1945.
Getúlio, después de pasar por São Paulo, donde ocupó el Palacio de los Campos Elíseos, sede del depuesto gobierno paulista, se dirigió a Río de Janeiro. Fue una escena que el pueblo de São Paulo nunca olvidaría: soldados de Minas Gerais y Río Grande del Sur, con fusiles al hombro, haciendo guardia para Getúlio en la sede del gobierno de São Paulo. Getúlio llegó a Río de Janeiro en tren el 31 de octubre de 1930. Se enteró de la situación política de Río de Janeiro y sólo entonces tomó posesión del cargo.
La caída de Washington Luís y Júlio Prestes fue cantada así, por Alvinho y la Orquesta Copacabana, con la marcha de Osvaldo Santiago Bico de Lacre Não Vem Mais': Quien dijo que un día iba a ir al Catete y sentarse, que se lo dé. Seu Julinho ya no viene más porque el pueblo no quiso, Bico de Lacre pobrecito, qué mala suerte tuviste... "O Cavanhaque" dejó a "Seu Julinho" en la estacada, y este desocupado va a tener que tomar un buen pimpão" "Bico de Lacre" era el apodo de Júlio Prestes, dado por José Carlos de Macedo Soares.

## Una Nueva República
A las 15 horas del 1 de noviembre de 1930, la junta militar entregó el poder en el Palacio de Catete a Getúlio Vargas, poniendo fin a la llamada República Velha y derrocando a todas las oligarquías estatales con excepción de las de Minas Gerais y Río Grande del Sur. Al mismo tiempo, en Río de Janeiro, los soldados gaúchos cumplieron su promesa de atar sus caballos al obelisco de la Avenida Rio Branco, marcando simbólicamente el triunfo de la Revolución de 1930. Getúlio Vargas se convirtió en jefe del Gobierno Provisional con amplios poderes. La Constitución de 1891 fue revocada y Getúlio pasó a gobernar por decreto. Nombró interventores para todos los gobiernos estatales con excepción de Minas Gerais. Estos interventores eran en su mayoría lugartenientes que habían participado en la Revolución de 1930.
Por su parte, el presidente electo pero destituido, Júlio Prestes, criticó duramente la Revolución de 1930 cuando, en 1931, estando exiliado en Portugal, dijo:

Lo que no entienden es que una nación, como Brasil, después de más de un siglo de vida constitucional y liberalismo, retroceda a una dictadura sin frenos y sin límites como ésta que nos degrada y avergüenza ante el mundo civilizado
Júlio Prestes

.
Uno de los mayores errores de la revolución de 1930 fue entregar los estados a la administración de tenientes inexpertos, una de las razones de la revolución de 1932. La falta de preparación de los tenientes para gobernar fue denunciada a principios de 1932 por uno de los principales tenientes, el teniente João Cabanas, que había participado en la revolución de 1924, y que puso como ejemplo al teniente João Alberto Lins de Barros, que había gobernado São Paulo. En febrero de 1932, en su libro "Fariseus da Revolução" (en español: Fariseos de la Revolución), Cabanas criticó especialmente los desaguisados de las administraciones de los tenientes en los estados, llamando la atención sobre la grave situación de São Paulo poco antes del estallido de la Revolución de 1932:

João Alberto sirve de ejemplo: si como militar merece respeto, como hombre público no merece el menor elogio. Colocado, por maniobras inexplicables y circunstancias aún no aclaradas, a la cabeza del estado más importante de Brasil, se reveló extraordinaria y admirablemente incompetente, creando, en apenas un año de mandato, uno de los más trágicos desaguisados de la vida política brasileña, dando lugar también a un grave impasse económico (déficit de 100.000 escudos), y a la más profunda impopularidad contra la "Revolución de Octubre" y "provocó en el pueblo de São Paulo un estado de ánimo equívoco y peligroso". Nuestra historia no registra otro período de tan completo fracaso como el del "inexperto Tenentismo"
João Cabanas

## Consecuencias
Los efectos de la Revolución no tardaron en aparecer. En noviembre se creó el Ministerio de Trabajo, Industria y Comercio afirmando el carácter laborista de la planificación política de Vargas, que se regía por decretos. La nueva Constitución sólo fue aprobada en 1934, la llamada Constitución de 1934, tras la fuerte presión armada y social de la Revolución Constitucionalista de 1932. La estructura del estado brasileño cambió profundamente después de 1930, readaptándose a las nuevas necesidades económicas y sociales, que el gobierno consideraba indispensables.
Tres años y medio después, Getúlio decretó una nueva constitución, la Constitución de 1937, que establecía el Estado Novo, en un supuesto intento de frenar la radicalización de la revolución por medio de los comunistas denunciados por el Plan Cohen. Y así se pronunció en relación con la Constitución de 1934, en el décimo aniversario de la revolución de 1930, en un discurso del 11 de noviembre de 1940:

Una constitucionalización apresurada, fuera de tiempo, presentada como panacea de todos los males, resultó en una organización política hecha al gusto de influencias personales y partidismos facciosos, divorciada de las realidades existentes. Repitió los errores de la Constitución de 1891 y los agravó con disposiciones de pura invención jurídica, algunas retrógradas y otras guiños a ideologías exóticas. Los acontecimientos se encargaron de atestiguar su temprana inadecuación
Getúlio Vargas

A partir de la Constitución de 1937, el régimen centralizador y a veces autoritario del getulismo, o Era Vargas, estimuló la expansión de las actividades urbanas y desplazó el eje productivo de la agricultura a la industria, sentando las bases de la economía brasileña moderna.
El balance de Getúlio sobre la revolución de 1930 y sus 15 años en el poder fue hecho el Día del Trabajo de 1945, en un discurso pronunciado en Río de Janeiro, en el que dijo:

La evidencia del progreso que hemos alcanzado en el corto espacio de 15 años no escapa a ningún observador con sentido común. Éramos, antes de 1930, un país débil, dividido, amenazado en su unidad, atrasado cultural y económicamente, ¡y hoy somos una nación fuerte y respetada, gozando de crédito y tratada de igual a igual en el concierto de las potencias mundiales!
Getúlio Vargas

## Legado

### Política
Tres exministros de Getúlio Vargas llegaron a ser presidentes de la República: Eurico Dutra, João Goulart y Tancredo Neves. Este último no llegó a asumir el cargo porque, en vísperas de su investidura, experimentó fuertes dolores abdominales secuenciales durante una ceremonia religiosa en el Santuario de Dom Bosco, y se le diagnosticó diverticulitis, lo que le llevó a la muerte el 21 de abril de 1985 en São Paulo. Asimismo, tres tenientes de los años 30 llegaron a la presidencia de la República: Castelo Branco, Médici y Geisel.
El exteniente Juárez Távora fue segundo en las elecciones presidenciales de 1955, y el exteniente Eduardo Gomes fue segundo en 1945 y de 1950. Ambos fueron candidatos por la UDN, lo que muestra también la influencia de los extenientes en la UDN, partido que también tuvo entre sus líderes al exteniente Juracy Magalhães que estuvo a punto de ser candidato en 1960.
Los partidos fundados por Getúlio Vargas, el PSD (partido de los antiguos intervencionistas en el Estado Novo e intervencionista en la economía) y el antiguo PTB, dominaron la escena política desde 1946 hasta 1964. PSD, UDN y PTB, los mayores partidos políticos de aquel periodo, estaban liderados por personas de Minas Gerais (PSD y UDN) y Río Grande del Sur (PTB).
Aunque quince años (1930-1945) no es un periodo largo en lo que se refiere a carreras políticas, pocos políticos de la República Velha consiguieron reanudar sus carreras políticas tras la caída de Getúlio en 1945. La renovación de la escena política fue casi total tanto en lo que se refiere a las personas como a la forma de hacer política. Gilberto Amado explica el declive en la calidad de la representación política después de 1930 en su libro "Presença na Política" (Presencia en la Política):

En la República Velha, las elecciones eran falsas, pero la representación era verdadera... Las elecciones no eran buenas, pero los diputados y senadores eran lo mejor que podíamos tener
Gilberto Amado

Getúlio fue el primero en hacer propaganda personal en gran escala en Brasil, con la Voz de Brasil. La alianza élite-proletariado creada por Getúlio se hizo típica en Brasil, así como la alianza PTB-PSD apoyada por el clandestino PCB.

### Economía
La política laboral es objeto de polémica hasta hoy y fue tachada de "paternalista" por intelectuales de izquierda. Estos intelectuales acusaron a Getúlio de intentar anular la influencia de la izquierda sobre el proletariado, queriendo transformar la clase obrera en un sector bajo su control, en la línea de la Carta del Trabajo del fascista italiano Benito Mussolini.
Los defensores de Getúlio Vargas contraatacaron diciendo que en ningún otro momento de la historia de Brasil se habían producido avances comparables en los derechos de los trabajadores. Los principales exponentes de esta posición fueron João Goulart y Leonel Brizola. Brizola fue considerado el último heredero político del Getulismo, o de la Era Vargas, en el lenguaje de los brasileñistas.
La crítica de la derecha o del liberalismo argumenta que, a largo plazo, estas leyes laborales perjudican a los trabajadores porque aumentan el llamado costo Brasil, imponiendo una pesada carga a las empresas y generando inflación que erosiona el valor real de los salarios.
Según esta versión, el costo Brasil hace que las empresas brasileñas contraten menos trabajadores, aumenta la informalidad y hace que las empresas extranjeras desconfíen de invertir en Brasil. Así, según la crítica liberal, las leyes laborales generarían, además de inflación, más desempleo y subempleo entre los trabajadores.
Los liberales también afirman que el intervencionismo estatal en la economía iniciado por Getúlio sólo creció a lo largo de los años, con la única excepción de Castelo Branco, alcanzando su punto máximo en el gobierno del exteniente  Ernesto Geisel. No fue hasta el gobierno de Fernando Collor de Mello que el estado intervencionista comenzó a ser desmantelado. Durante sesenta años después de 1930, todos los ministros de economía del gobierno federal fueron favorables a la intervención del estado en la economía excepto Eugênio Gudin durante siete meses en 1954, y el dúo Roberto Campos - Octávio Bulhões, durante menos de tres años (1964-1967).